# كيم جونغ-هيون
كيم جونغ-هيون (هانغل: 김종현) هو لاعب كرة قدم كوري جنوبي في مركز الدفاع، ولد في 10 يوليو 1973 في كوريا الجنوبية. لعب مع تشونام دراغونز.